# Adolf Adam (Theologe)
Adolf Adam (* 19. März 1912 in Dietesheim; † 16. Dezember 2005 in Mainz-Finthen) war ein deutscher Prälat, katholischer Pastoraltheologe und Liturgiewissenschaftler. Er war zudem Lehrstuhlinhaber für Praktische Theologie.

## Leben
Adolf Adam wurde in Dietesheim, seit 1939 ein Stadtteil von Mühlheim am Main, geboren. Er studierte Theologie in Mainz und empfing am 6. Januar 1937 im Mainzer Dom durch den Bischof Albert Stohr die Priesterweihe. Seine erste Stelle als Kaplan war in Mainz-Kostheim, es folgten während des Zweiten Weltkriegs Tätigkeiten in Ober-Mörlen, Heppenheim (Bergstraße) und Lorsch. Kaplan Adam wurde mehrfach wegen seiner Jugendarbeit und regimekritischer Äußerungen verhört. 1941 wurde er für drei Wochen in „Schutzhaft“ genommen. Vor der Überführung aus dem Gießener Gefängnis ins KZ Dachau bewahrte Adam der in Darmstadt inhaftierte Kaplan Josef Gremm aus Viernheim, der dessen Akten unter hohem persönlichen Risiko verbrannte. 
Nach der Beendigung des Krieges war er zunächst 14 Jahre als Religionslehrer am Schlossgymnasium in Mainz tätig. Im Nebenamt engagierte sich Adam ehrenamtlich als Gefängnisseelsorger, Stadtjugendpfarrer, Diözesankaplan im Bund Neudeutschland und als Seminarleiter für Lehramtskandidaten.
Im Jahr 1956 wurde er mit der dogmengeschichtlichen Arbeit Das Sakrament der Firmung nach Thomas von Aquin an der Johannes Gutenberg-Universität Mainz zum Doktor der Theologie promoviert. 1959 habilitierte sich Adam an der Rheinischen Friedrich-Wilhelms-Universität in Bonn mit der Arbeit Firmung und Seelsorge: Pastoraltheologie und religionspädagogische Untersuchungen zum Sakrament der Firmung. Danach war er von 1959 bis 1960 Privatdozent an der Universität Bonn.
Von 1960 bis 1977 war Adolf Adam Professor und Ordinarius für Praktische Theologie mit den Fächern Liturgiewissenschaft und Predigtlehre (Homiletik), von 1963 bis 1965 auch Dekan, an der Katholischen Fakultät der Johannes Gutenberg-Universität in Mainz. 1967/1968 war er Rektor der Universität Mainz. 
Adolf Adam hat zahlreiche Publikationen veröffentlicht, insbesondere „Grundriß Liturgie“ gehörte zu den Standardwerken der katholischen Theologieausbildung. 
1985 wurde Adolf Adam für seine Verdienste mit dem Titel Päpstlicher Ehrenprälat ausgezeichnet. 1990 wurde ihm der Ehrenring des Deutschen Liturgischen Instituts verliehen. Er wohnte zuletzt in Finthen, seit 1969 Ortsteil von Mainz.

## Schwerpunkte seiner Arbeit
Adolf Adam bemühte sich vor allem um eine wissenschaftliche Erschließung und Vermittlung des christlichen Gottesdienstes, seine Schriften, die nach dem Zweiten Vatikanischen Konzil die erneuerte Liturgie erschlossen, erreichten eine breite Leserschaft und wurden in mehrere Sprachen übersetzt. 
Er setzte sich, vor allem in den letzten Jahren seines Lebens, für zwei besondere Anliegen ein: für einen festen Ostertermin und für die Einführung eines Festes zur Bewahrung der Schöpfung.

## Veröffentlichungen (Auswahl)
- Das Sakrament der Firmung nach Thomas von Aquin. 1958.
- Firmung und Seelsorge. 1959.
- Theologische Aspekte zum modernen Kirchenbau. 1968.
- Die Messe in neuer Gestalt. Ein Buch für Predigt, Katechese und Besinnung. Echter, Würzburg 1973 , ISBN 3-429-00349-0.
- Sinn und Gestalt der Sakramente. Echter, Würzburg 1975, ISBN 3-429-00424-1.
- Im grünen Wald ein Blick zum Himmel? 1979.
- mit Rupert Berger: Pastoralliturgisches Handlexikon. Herder-Verlag, Freiburg / Basel / Wien 1980, ISBN 978-3-451-18972-2.
- Erneuerte Liturgie. 5. Auflage. 1982.
- Grundriß Liturgie. Herder, Freiburg im Breisgau 1985 ; 3. Auflage ebenda 1988; 9. Auflage 2012 (= Neuausgabe mit Winfried Haunerland), 10. Auflage 2014, 11. Auflage 2018, ISBN 978-3-451-38173-7.
- Das Kirchenjahr mitfeiern. 3. Auflage 1983.
- Pastoralliturgisches Handlexikon. 3. Auflage 1983.
- Wo sich Gottes Volk versammelt. 1984.
- Te Deum laudamus. Große Gebete der Kirche. Lateinisch – Deutsch. Verlag Herder, Freiburg im Breisgau 1987, 2. Auflage 1990, ISBN 3-451-20900-4.
- Das Kirchenjahr. Schlüssel zum Glauben. Betrachtungen. Verlag Herder, Freiburg im Breisgau 1990, ISBN 3-451-22098-9.
- Ethik der Jagd (= Creator). Bonifatius, Paderborn 1995.
- Geliebte Schöpfung. Dankbarkeit und Verantwortung. Kath. Schriften-Mission, 1996, 2. Auflage 1999, ISBN 3-7794-1389-2.